# HD 38858
HD 38858 — звезда, которая находится в созвездии Орион на расстоянии около 49,5 световых лет от нас. Вокруг звезды обращается, как минимум, одна планета.

## Характеристики
HD 38858 представляет собой жёлтый карлик 5,97 видимой звёздной величины; впервые в астрономической литературе упоминается в каталоге Генри Дрейпера, изданном в начале XX века. Температура поверхности HD 38858 составляет около 5723 кельвинов. Возраст звезды составляет около 4,6 миллиарда лет.

## Планетная система
В 2011 году калифорнийской группой астрономов, работающих со спектрографом HARPS, было объявлено об открытии планеты HD 38858 b в системе. Это газовый гигант, имеющий массу, 9 % массы Юпитера или 30 масс Земли. Он обращается на расстоянии 1,03 а. е. от родительской звезды, совершая полный оборот за 407 с лишним суток. Орбита планеты расположена целиком в обитаемой зоне, поэтому она представляет особенный интерес для изучения. Открытие планеты было совершено методом доплеровской спектроскопии. Общее время наблюдений составило 2964 суток.